# إيرف أندرسون
إيرف أندرسون هو سياسي أمريكي، ولد في 18 يونيو 1923 في إنترناشونال فولز في الولايات المتحدة، وتوفي في 17 نوفمبر 2008 في كون رابيدز في الولايات المتحدة. نشط حزبياً في الحزب الديمقراطي. وقد انتخب عضو مجلس نواب مينيسوتا ‏.